# هیولای هاوکلاین
هیولای هاوکلاین نام کتابی است از ریچارد براتیگان با نام فرعی یک وسترن گوتیک.

## خلاصه داستان
هیولای هاوکلاین داستان دو دوست به نام‌های گریر و کامرون است که با آدمکشی روزگار خود را می‌گذرانند. داستان مربوط به سالهای اول قرن بیستم می‌شود و ماجراهای آن در غرب وحشی می‌گذرد.